# Carolina Herrera

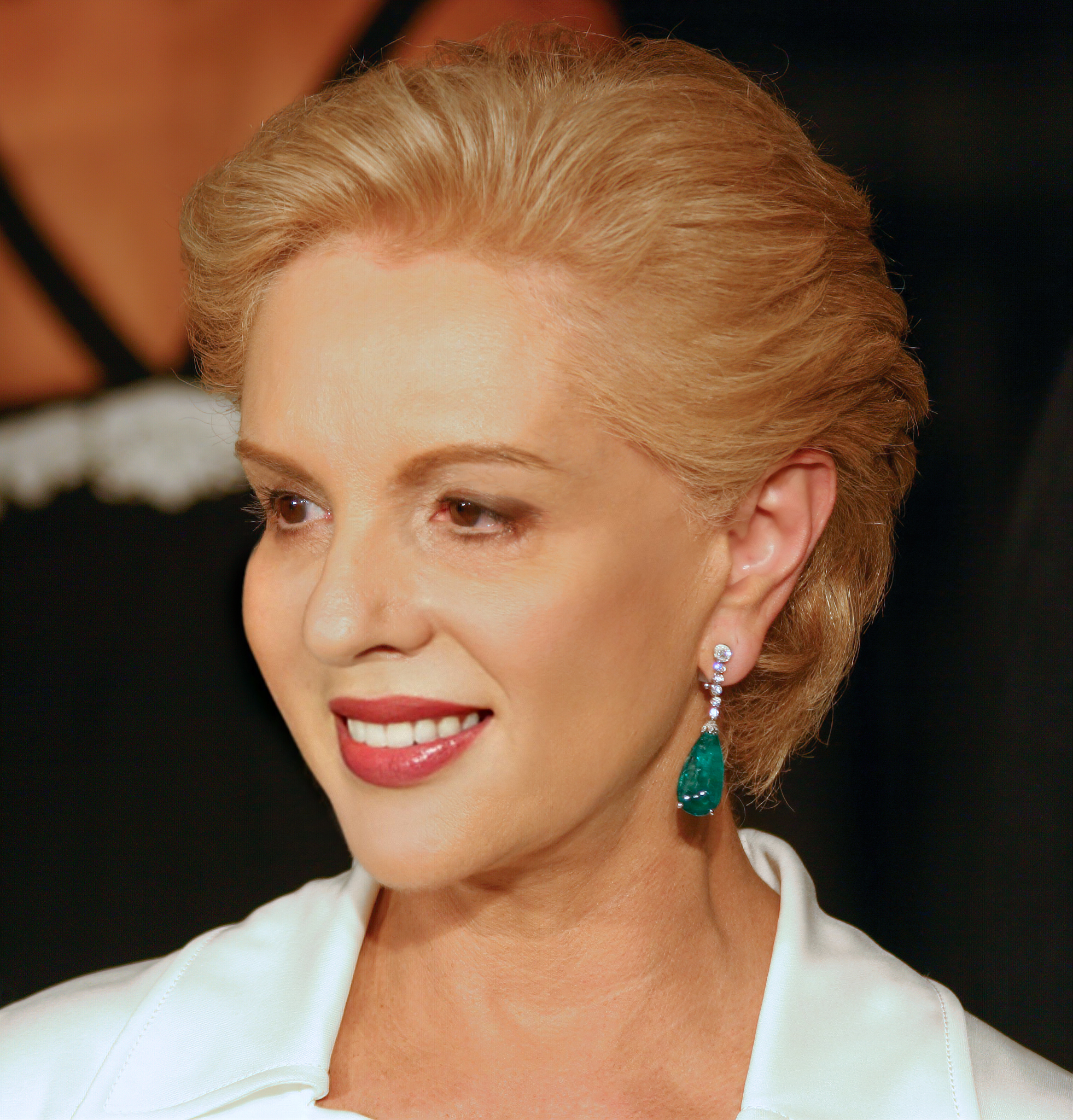
Carolina Herrera

Carolina Herrera (sinh ngày 8 tháng 1 năm 1939) là nhà thiết kế thời trang có hai quốc tịch Venezuela và Hoa Kỳ. Bà được biết đến với sự quý phái và thiết kế các trang phục cho những người nổi tiếng trên thế giới. Được sinh ra trong một gia đình giàu có và có một tiểu sử sống trong sung túc, bà được mẹ mình truyền dẫn cách biến bà trở thành một người phụ nữ quý phái. Trong thập niên 1970 và thập niên 1980, bà khá được biết đến tại Veneezuela bởi vì bà được xem là một trong những người mặc đẹp nhất tại quốc gia này. Sau đó, gia đình của bà đã chuyển đến New York nơi bà quyết định trở thành một nhà thiết kế thời trang. Mặc dù không trải qua sự đào tạo nào liên quan đến lĩnh vực này, bà sớm thành công với nó và bà đã thiết kế cho một vài người phụ nữ nổi tiếng nhất, điều đã trở thành cú hích lớn cho sự nổi tiếng cho những thiết kế của bà. Bà tiếp tục mở rộng công việc của mình, nhắm đến các sản phẩm quý phái trong nhiều năm như nước hoa, nước hoa cologne, áo cưới, khăn quàng, túi xách tay và những phụ kiện khác. Công ty của bà đã mở rộng để trở thành một trong những thương hiệu thời trang thành công nhất tại New York. Kỹ thuật thiết kế của bà đã được công nhận một cách rộng rãi thông qua các giải thưởng. Bà có thể xây dựng thương hiệu rất xuất chúng và được công nhận rộng rãi trên thế giới của thời trang cao cấp.

## Tuổi thơ và cuộc sống đầu đời
Bà được sinh ra với tên đầy đủ là María Carolina Josefina Pacanins y Niño vào ngày 8 tháng 1 năm 1939 tại Caracas, Venezuela. Bà là con gái của Guillermo Pacanins Acevedo, một nhân viên không quân, và María Cristina Niño Passios. Carolina là một trong 4 người con trong gia đình. Bà có một tuổi thơ thoải mái, có một sự kiểm soát trong tầm tay và những thứ cao cấp xung quanh. Mẹ bà và bà của bà đã giới thiệu bà vào thế giới thời trang, đưa bà xem các buổi trình diễn thời trang tại Paris va mua quần áo từ các cửa hàng thời trang danh tiếng cho bà. Khi còn là một đứa trẻ, bà thích khâu quần áo cho những con búp bê của bà, nhưng theo thời gian, bà ít quan tâm đến việc khâu vá thuê thùa hơn. Sau đó, bà học cách cưỡi ngựa và trở thành một người ham đọc.

## Sự nghiệp thời trang
Vào mùa thu năm 1980, bà đã đem khoảng 20 bộ váy, những bộ váy mà người làm của bà làm cho bà tại Caracas, đến Thành phố New York. Bà đã mượn được căn hộ Park Avenue của một người quen và mời những người bạn của bà đến chiêm ngưỡng. Bà quyết định bắt đầu công việc bán váy sau khi nhận được những phản hồi tích cực từ ban bè. Tại Caracas, bà gặp Armando de Armas, một trùm tư bản về xuất bản, người quyết định hỗ trợ bà và trong nhiều tháng, một xưởng máy và nơi trưng bày tên là Carolina Herrera Ltd. đã được mở tại New York. Tháng 4 năm 1981, bộ sưu tập đầy đủ đầu tiên của bà đã diễn ra tại The Metropolitan Club. Vào năm đó, ban của bà là Diana Vreeland, người sau này trở thành tổng biên tập của Vogue, đề xuất rằng bà nên thiết kế một chuỗi quần áo. Carolina đã lấy hình mẫu tại Caracas và đã thể hiện bộ sưu tập của mình tại Manhattan's Metropolitan Club, nơi bà nhận được những phản hồi tích cực.
Công việc kinh doanh của bà bắt đầu với số lượng nhỏ với chỉ một tá người làm nhưng không lâu sau đó phát triển một cách nhanh chóng. Những người có quan hệ rộng trong xã hội đã trở thành những khách hàng trung thành đầu tiên của bà. Phụ nữ có thể kể đến Estee Lauder, một trùm tư bản về mỹ phẩm, và Jacqueline Kennedy Onassis, cựu Đệ nhất Phu nhân Hoa Kỳ. Vào năm 1995, công ty về mùi hương của Tây Ban Nha Puig đã chú ý tới công việc của Carolina và đề xuất bà làm giám đốc sáng tạo của công ty. Vào năm 2000, bà mở cửa hàng đầu tiên tại Manhattan và tiến đến việc mở rộng công việc kinh doanh đến châu Âu. Trong 2 năm, bà đã mở cửa hàng sưu tập đầu tiên bên ngoài New York. Vào năm 2008, bà đã lập ra một thương hiệu quần áo may sẵn mang tên CH Carolina Herrera. Ngày nay đã có nhiều cửa hàng Carolina Herrera và CH Carolina Herrera trên thế giới.

## Điểm đáng chú ý
- Bà là một trong những nhà thiết kế đầu tiên sử dụng vai độn, với niềm tin rằng một bờ vai rộng hơn sẽ làm cho eo của người phụ nữ trông nhỏ hơn.
- Những khách hàng đặc biệt của bà là Jacqueline Kennedy, Duchess Diana de Melo, Michelle Obama và diễn viên Renée Zellweger.

## Thành tựu và giải thưởng
- Năm 1972, bà có bộ sản phẩm đầu tiên trong International Best Dressed Hall of Fame List và bộ sản phẩm này được chọn vào Sảnh Danh vọng của nó vào năm 1980.
- Năm 1997, bà nhận huy chương vàng từ Học viện Tây Ban Nha của Nữ hoàng Sofía
- Năm 2002, bà trở thành người nhận của The International Center in New York's Award of Excellence và Huy chương Vàng Tây Ban Nha về Nghệ thuật Đẹp.
- Năm 2004, bà được nêu tên "Nhà thiết kế Trang phục nữ của Năm"
- Năm 2008, bà được trao Giải thưởng Thành tựu Cuộc đời Geoffrey Beene từ Hội đồng Nhà thiết kế Thời trang Hoa Kỳ.
- Năm 2012, bà được vinh danh với Giải thưởng Siêu sao Nhóm Thời trang và Giải thưởng Nhà thiết kế Phong cách của Năm
- Năm 2014, bà được đề cử Giải thưởng Hội đồng Couture cho Nghệ thuật Thời trang.
- Bà có mặt trên trang bìa của Vogue 7 lần.

## Đời tư
Năm 1957, bà kết hôn Guillermo Behrens Tello, một ông chủ bất động sản người Venezuela. Họ hạnh phúc với hai con gái, Mercedes và Ana Luisa. Hai vợ chồng ly hôn vào năm 1964.
Năm 1968, bà kết hôn Reinaldo Herrera Guevara, nhà biên tập tạp chí và là Marqués thứ năm của Torre Casa. Họ có hai đứa con gái, Carolina Adriana và Patricia Cristina.